# Phenopelopidae
Phenopelopidae zijn  een familie van mijten. Bij de familie zijn 5 geslachten met circa 105 soorten ingedeeld.